# Ultratop
Ultratop es la denominación de las listas de música de Bélgica y es miembro de la IFPI. Es una organización sin fines de lucro y fue creada por iniciativa de la Federación de la Industria Musical de Bélgica, Belgian Entertainment Association (BEA). Ultratop está gestionado por la propia industria musical y es el único listado de música del país.

## Listados
- Ultratop 50 Singles (Flandes)
- Ultratop 50 Singles (Valonia)
- Ultratop 200 Albums (Flandes)
- Ultratop 200 Albums (Valonia)